# Porospora grassei
Porospora grassei is een soort in de taxonomische indeling van de Myzozoa, een stam van microscopische parasitaire dieren. Het organisme komt uit het geslacht Porospora en behoort tot de familie Porosporidae. Porospora grassei werd in 1962 ontdekt door Theodorides.